# Estación de Alcudia de Crespins
Alcudia de Crespins (en valenciano y según Adif: L'Alcúdia de Crespins) es una estación ferroviaria situada en el municipio español de Alcudia de Crespins en la provincia de Valencia, Comunidad Valenciana. Forma parte de la línea C-2 de cercanías Valencia operada por Renfe. 

## Situación ferroviaria
Se encuentra en el punto kilométrico 50,7 de la línea férrea de ancho ibérico número 340 de Adif a 280,8 metros de altitud. Este trazado une Vallada (bifurcación) con el sur de Játiva (cambio de agujas p.k. 47,00) y desdobla la línea Madrid-Valencia en un tramo de 16,6 kilómetros.

## Historia
La estación fue inaugurada el 19 de noviembre de 1857 con la apertura del tramo Alcudia de Crespins-Játiva de la línea que pretendía unir Almansa con Valencia. Las obras corrieron a cargo de la Compañía del Ferrocarril de El Grao de Valencia a Almansa, una empresa que bajo la denominación de «Compañía del Ferrocarril de Játiva a El Grao de Valencia» había logrado previamente conectar Valencia con Játiva. En 1861 sufrió otro cambio de denominación y pasó a llamarse «Sociedad de los Ferrocarriles de Almansa a Játiva y a El Grao de Valencia». No sería este el último, ya que poco después, en 1862, adoptó el que ya sería su nombre definitivo, el de la Sociedad de los Ferrocarriles de Almansa a Valencia y Tarragona (AVT), tras lograr la concesión de la línea que iba de Valencia a Tarragona. En 1889, la muerte de José Campo Pérez principal impulsor de la compañía abocó la misma a una fusión con Norte que pasó a gestionar la estación hasta la nacionalización del ferrocarril en España y la creación de RENFE en 1941. 
Desde el 31 de diciembre de 2004 Renfe Operadora explota la línea mientras que Adif es la titular de las instalaciones ferroviarias.
El 28 de octubre de 2011 el edificio para viajeros fue derribado ya que la aluminosis que sufrían los materiales de construcción hacían imposible su rehabilitación.

## Servicios ferroviarios

### Cercanías
Los trenes de cercanías de la línea C-2 son los únicos en detenerse en la estación.
| procedencia/destino | < estación | Línea | estación > | destino/procedencia |
| ------------------- | ---------- | ----- | ---------- | ------------------- |
| Valencia-Norte      | Játiva     |       | Montesa    | Mogente             |